# Bukovica (region)
Bukovica – kraina historyczno-geograficzna w Chorwacji, w północnej części Dalmacji.

## Geografia

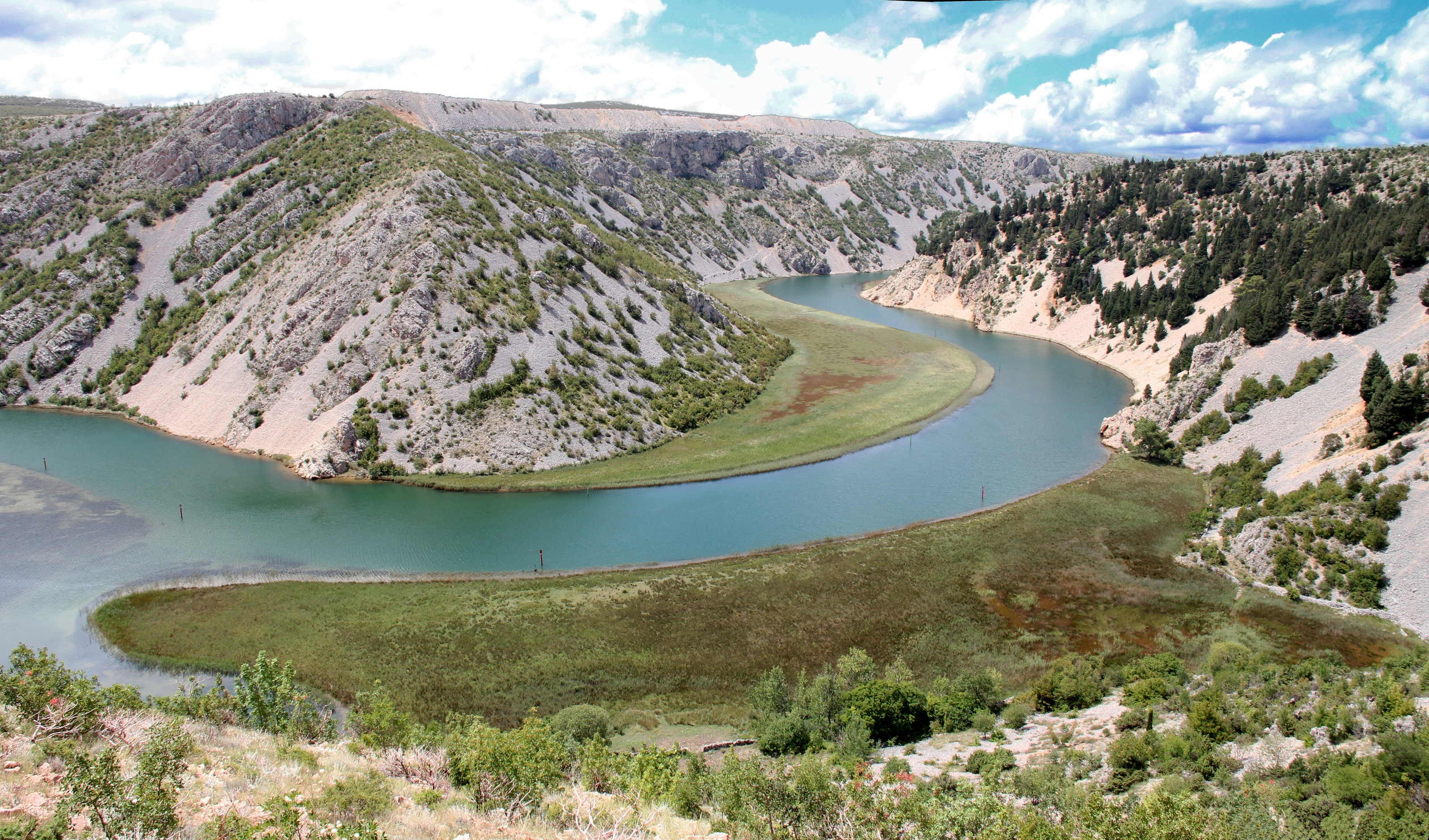
Rzeka Zrmanja

Jest częścią Dalmacji. Zajmuje powierzchnię ok. 820 km². Jest położona pomiędzy Welebitem i rzeką Zrmanja na północy, adriatyckimi zatokami Novigradsko more i Karinsko more na zachodzie, krainą Ravni kotari na południowym zachodzie oraz rzeką Krka na wschodzie i południowym wschodzie. Jest to równina krasowa, której wysokość bezwzględna waha się w przedziale 250–300 m n.p.m. Pasmo górskie, przebiegające przez środek Bukovicy, tradycyjnie dzieli ją na Gornją (Obrovačką) Bukovicę i Donją (Kistanjską) Bukovicę.
Miejscowe rolnictwo oparte jest na hodowli owiec oraz na uprawie winorośli.

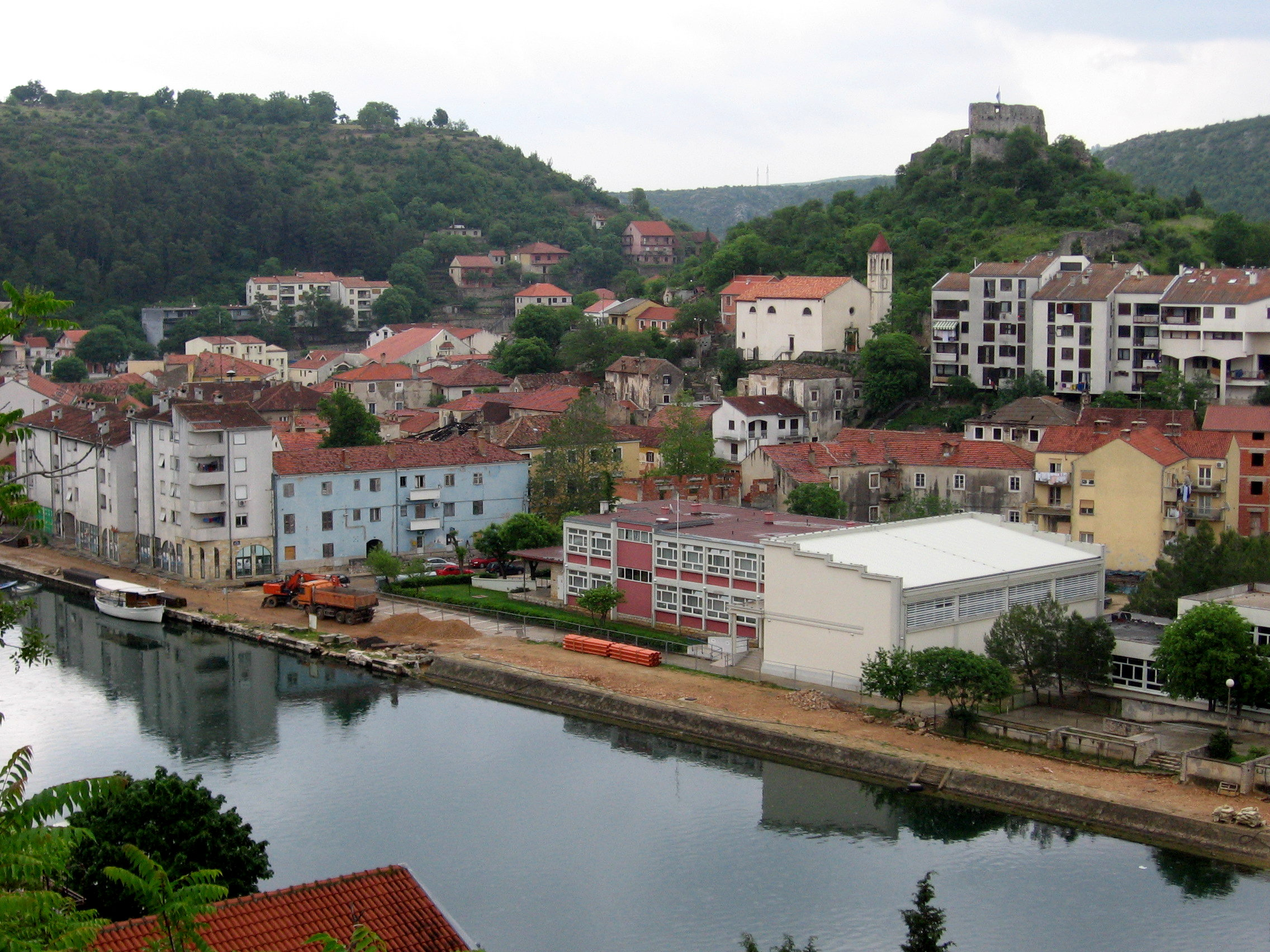
Obrovac

Bukovica jest obszarem słabo zaludnionym. Głównym ośrodkiem regionu jest Obrovac. Pozostałe ważniejsze miejscowości to Kistanje, Kruševo i Gornji Karin. Przez Bukovicę przebiegają droga Benkovac – Obrovac – Gračac i linia kolejowa z Zadaru do Knina.

## Historia

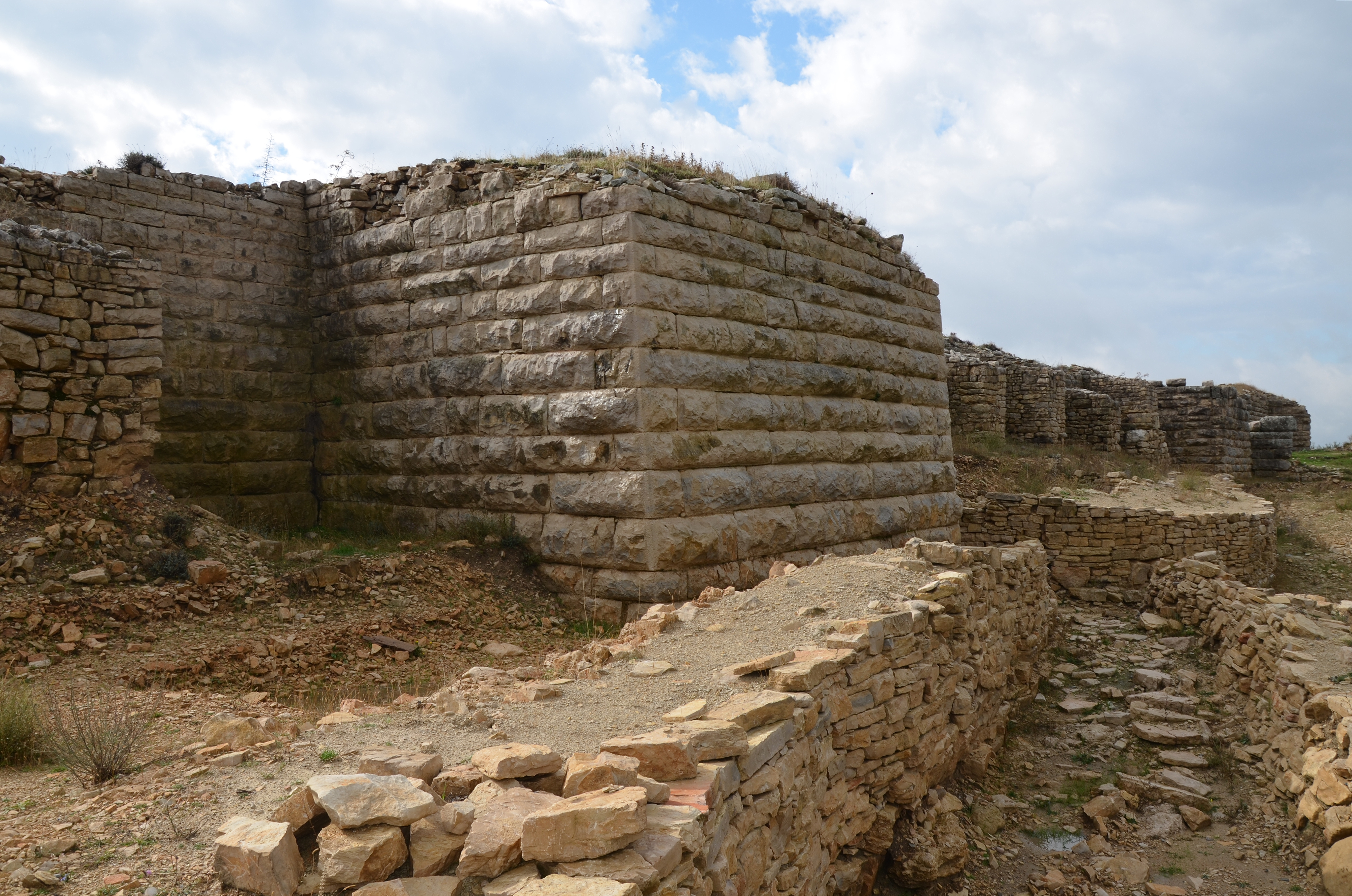
Ruiny rzymskiej twierdzy Asseria

Na terenie Bukovicy w starożytności Cesarstwo Rzymskie wzniosło następujące twierdze: Varvaria (Bribir), Asseria (Podgrađe), Nedinum (Nadin) i Corinium (Karin). W średniowieczu pełniły funkcje obronne żupanii Luki, należąc do chorwackich rodów szlacheckich Bribirskich, Kukarich, Kačiciów, Vireviciów i Lapčanich-Karinjanich. Od XIII do XV wieku większość Bukovicy należała do Bribirskich.
W I połowie XVI wieku Bukovica została podbita przez Imperium Osmańskie i została włączona do sandżaku krcko-lickiego. Nastąpiły migracje rdzennej ludności. W II połowie XVII wieku region znalazł się w granicach Republiki Weneckiej. Za rządów Wenecjan nastąpił napływ ludności z obszaru dzisiejszej Bośni i Hercegowiny oraz innych części Dalmacji.
W trakcie wojny w Chorwacji w latach 1991–1995 Bukovica znajdowała się pod serbską okupacją. Wyzwolenie nastąpiło w wyniku operacji Burza. W jej wyniku miał miejsce odpływ miejscowej ludności serbskiej.